# José Gil Fortoul
José Gil Fortoul (Barquisimeto, 29 de novembro de 1861 — Caracas, 15 de junho de 1943) foi um político, sociólogo e escritor venezuelano. Durante 5 de agosto de 1913 e 19 de abril de 1914, ocupou o cargo de presidente da Venezuela. Tornou-se conhecido por publicar a obra Historia Constitucional de Venezuela, na qual defendia o governo de Juan Vicente Gómez, seu antecessor.